# Устав Астраханской области
Устав Астраханской области — Основной закон Астраханской области.

## История
Принят областным Представительным Собранием 10 декабря 1996 года. Повторно принят областным Представительным Собранием 26 февраля, подписан губернатором Астраханской области Анатолием Гужвиным 28 марта 1997 года (закон № 6).
Изменения вносились 17 июля 1997 года, 11 марта, 18 мая 1998 года, 14 декабря 2000 года, 9 апреля, 5 июня, 19 ноября 2001 года, 11 ноября 2002 года, 20 июня 2003 года, 5 января 2004 года, 17 мая 2004 года, 2 февраля, 28 марта, 6 июня, 7 ноября 2005 года.
Новый устав Астраханской области был принят Государственной думой Астраханской области 9 апреля 2007 года. Изменения в новый устав вносились 1 октября 2007 года, 29 февраля, 14 октября 2008 года, 27 марта, 8 мая, 20 августа 2009 года, 9 марта, 2 июня, 1 сентября, 6 октября 2010 года.
Новая редакция областного Устава принята 26 мая 2022 года.

## Структура
Состоит из:
- преамбулы «Государственная Дума Астраханской области, действуя от имени граждан Российской Федерации, проживающих на территории Астраханской области и во имя будущих поколений, основываясь на Конституции Российской Федерации, признавая необходимость закрепления государственно-правового статуса Астраханской области и создания правовой основы для её эффективного развития, принимает настоящий Устав»
- 9 глав
- и 47 статей.